# 姆庫納齊尼
姆庫納齊尼為坦尚尼亞的一個市區，隸屬姆吉尼馬哈里比大區的姆吉尼區。人口數量為3308人（2012年）。

## 註腳
1. ↑  National Bureau of Statistics, Tanzania.  (PDF).   [2019-03-26]. （原始内容 (PDF)存档于2018-10-24） （英语）.
2. ↑  . citypopulation.de.   [2019-03-26]. （原始内容存档于2012-08-09） （英语）.